# Парламентське розслідування
Парламентське розслідування — форма і спосіб парламентського контролю, передбаченого законодавством ряду країн. Право парламенту на проведення такого розслідування здійснюється через створення тимчасових спеціалізованих комісій парламенту з розслідування резонансних злочинів підконтрольних парламентові органів виконавчої влади чи відповідних посадових осіб.